# Euxoa pedalis
Euxoa pedalis är en fjärilsart som beskrevs av Smith 1890. Euxoa pedalis ingår i släktet Euxoa och familjen nattflyn. Inga underarter finns listade i Catalogue of Life.